# 陈鼎常
陈鼎常（1948年—），湖北红安人，汉族，中华人民共和国政治人物、第十一届全国人民代表大会湖北地区代表。
毕业于湖北教育学院数学专业。担任黄冈中学校长。2008年起担任全国人大代表。